# Tropidodexia coracina
Tropidodexia coracina là một loài ruồi trong họ Tachinidae.